# Scream & Shout
A Scream & Shout Will.i.am és Britney Spears közös dala, Will.i.am negyedik stúdióalbumának, a #willpower-nek második kislemeze. 2012. november 20-án jelent meg az Interscope Records által, november 27-től kezdték el a rádiók játszani. A dalt Will.i.am, Jef Martens és Jean Baptiste írta. A dalban Britney idézi a 2007-es Gimme More című számából az "It's Britney, bitch" kifejezést.
A dal vegyes kritikákban részesült, egyes kritikusok pozitívan vélekedtek róla, míg páran lehúzták a dalt, mert sok autotune van a vokálokon. A kritikák ellenére a szám világsiker lett, 24 országban vezette a slágerlistákat, a Billboard Hot 100-on pedig a 3. helyig jutott.

## Remixek
Több remix és készült a számból, a leghíresebb melyen közreműködött Waka Flocka Flame, Hit-Boy,  Diddy és Lil Wayne. A remixváltozathoz külön klip készült.

## Videóklip
A dalhoz tartozó videóklipet Ben Mor rendezte, 2012 októberében forgatták le a klipet. A klip elég egyszerűre sikerült, Britney és Will.i.am mögött végig fekete vagy fehér háttér látható. Többször van néhány különleges effekt, például Britney és Will.i.am megsokszorozódnak a klipben, emellett még megjelennek táncosok is. A klipet Will.i.am VEVO csatornájára töltötték fel, eddig több mint 600 milliószor nézték meg.

## Élő előadások
Britney és Will.i.am egyszer sem léptek fel együtt a dallal. Habár a klip megjelenésekor a videót lejátszották az X Factor élő adásában. Will.i.am  előadta a dalt az NRJ Music Awards-on. Továbbá a szám helyet kapott a Britney: Piece of Me dallistáján.

## Slágerlistás helyezések
| Slágerlista (2012–13)                     | Legmagasabb helyezés |
| ----------------------------------------- | -------------------- |
| Ausztrália (ARIA)                         | 2                    |
| Ausztria (Ö3 Austria Top 40)              | 1                    |
| Belgium (Ultratop 50 Flanders)            | 1                    |
| Belgium (Ultratop 50 Wallonia)            | 1                    |
| Bulgária (IFPI)                           | 1                    |
| Brazil (Billboard Brasil Hot 100)         | 1                    |
| Brazil Hot Pop Songs                      | 1                    |
| Kanada (Canadian Hot 100)                 | 1                    |
| Csehország (Rádio Top 100)                | 2                    |
| Dánia (Tracklisten Top 40)                | 1                    |
| Európa (Euro Digital Songs)               | 1                    |
| Finnország (Singlet Top 20)               | 1                    |
| Franciaország (Single Top 100)            | 1                    |
| Németország (Media Control Charts)        | 1                    |
| Greece Digital Songs (Billboard)          | 1                    |
| Magyarország (Dance Top 40)               | 5                    |
| Magyarország (Rádiós Top 40)              | 2                    |
| Írország (IRMA)                           | 1                    |
| Izrael (Media Forest)                     | 1                    |
| Olaszország (FIMI)                        | 1                    |
| Japán (Billboard Japan Hot 100)           | 43                   |
| Lebanon (The Official Lebanese Top 20)    | 1                    |
| Luxembourg (Billboard)                    | 1                    |
| Mexico Ingles Airplay (Billboard)         | 1                    |
| Hollandia (Top 40)                        | 1                    |
| Új-Zéland (Recorded Music NZ)             | 1                    |
| Norvégia (VG-lista)                       | 1                    |
| Lengyelország (Polish Airplay Top 20)     | 1                    |
| Lengyelország (Dance Top 50)              | 1                    |
| Portugal (Billboard)                      | 1                    |
| Russia (Billboard Hot 50 Airplay)         | 2                    |
| Skócia (Scottish Singles Top 40)          | 1                    |
| Szlovákia (Rádio Top 100)                 | 2                    |
| South Korea (International Chart) (GAON)  | 4                    |
| Spain (PROMUSICAE)                        | 1                    |
| Svédország (Sverigetopplistan)            | 2                    |
| Svájc (Schweizer Hitparade)               | 1                    |
| Egyesült Királyság (UK Singles Chart)     | 1                    |
| Egyesült Királyság (UK R&B Chart)         | 1                    |
| US Billboard Hot 100                      | 3                    |
| US Adult Top 40 (Billboard)               | 23                   |
| US Hot Dance Club Songs (Billboard)       | 3                    |
| US Hot Dance/Electronic Songs (Billboard) | 1                    |
| US Hot R&B/Hip-Hop Songs (Billboard)      | 49                   |
| US Rhythmic (Billboard)                   | 4                    |
| Venezuela Pop/Rock (Record Report)        | 1                    |

| Slágerlista (2012)                   | Legmagasabb helyezés |
| ------------------------------------ | -------------------- |
| Australia (ARIA)                     | 47                   |
| France (SNEP)                        | 47                   |
| UK Singles (Official Charts Company) | 78                   |
| Slágerlista (2013)                   | Legmagasabb helyezés |
| Australia (ARIA)                     | 27                   |
| Canada (Canadian Hot 100)            | 8                    |
| Germany (Media Control AG)           | 3                    |
| Hungary (Rádiós Top 40)              | 87                   |
| Netherlands (Mega Single Top 100)    | 9                    |
| New Zealand (Recorded Music NZ)      | 22                   |
| Spain (PROMUSICAE)                   | 9                    |
| UK Singles (Official Charts Company) | 18                   |
| US Billboard Hot 100                 | 23                   |